# Seoski bunar (Kravarsko)
Seoski bunar nalazi se u mjestu Gornji Hruševecu općini Kravarsko.

## Opis
Zgrada iz 19.stoljeća., u Gornjim Hruševecima.	

## Zaštita
Pod oznakom P-5607 zavedena je kao nepokretno kulturno dobro - pojedinačno, pravna statusa zaštićena kulturnog dobra, klasificirano kao "kulturno-povijesna cjelina".